# Cellule tumorale circulante

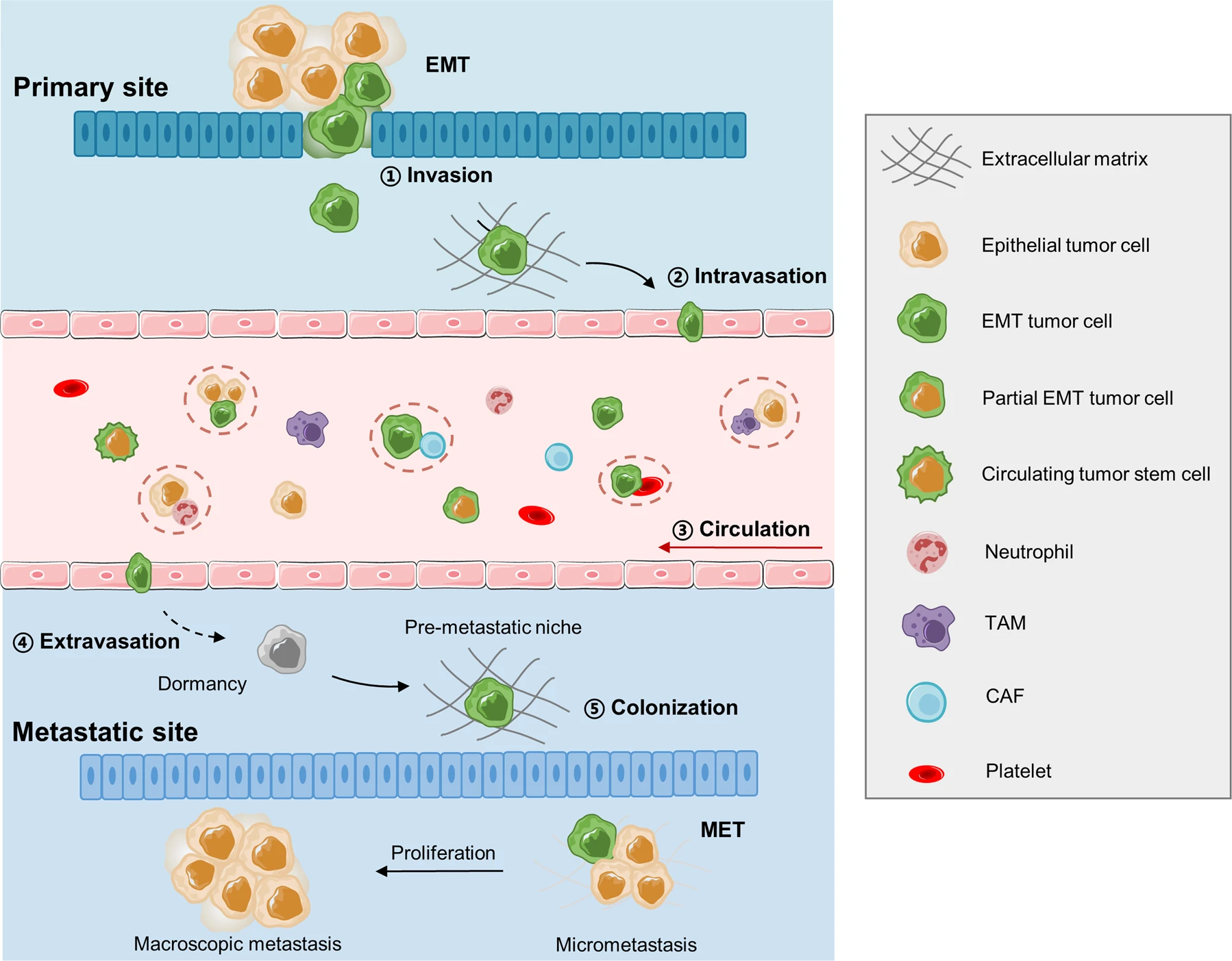
Les cellules tumorales circulantes dans la diffusion du cancer

Les cellules tumorales circulantes (CTC) sont des cellules qui se déplacent avec le sang une fois passées dans le système vasculaire depuis une tumeur en développement, cellules susceptibles de générer de nouvelles tumeurs, appelées métastases, dans des organes vitaux éloignés, phénomène responsable de la grande majorité des décès liés au cancer. Les métastases cancéreuses sont un processus complexe en plusieurs étapes impliquant la sortie de cellules cancéreuses du site primaire, l'intravasation dans la circulation, la survie dans la circulation, l'extravasation de la circulation, ainsi que l'attachement et la colonisation du site métastatique.
Les cellules tumorales circulantes ont été décrits pour la première fois en 1869 comme des « certaines cellules » dans le sang d’un patient atteint d’un cancer métastatique avec une apparence similaire aux cellules tumorales des tumeurs primaires. Les cellules tumorales circulantes sont le substrat des métastases. Bien que les cellules tumorales circulantes proviennent de la tumeur primaire, ils sont distincts des cellules tumorales primaires, avec des propriétés de transition du microenvironnement tumoral qui les aident à se libérer de la tumeur primaire et facilitent l'intravasation dans la circulation sanguine, la dissémination en grappes de cellules tumorales circulantes pour augmenter le potentiel métastatique et présentent des caractéristiques de souche. qui améliorent leur capacité à initier des métastases. Cependant, la plupart des cellules tumorales circulantes périssent dans la circulation et seuls un nombre limité de cellules tumorales circulantes survivent et infiltrent des organes distants. Les interactions entre les cellules tumorales circulantes et l'environnement sanguin, notamment la manière dont les cellules tumorales circulantes échappent à la surveillance immunitaire dans le sang, ont été largement impliquées dans les mécanismes métastatiques des cellules tumorales circulantes.
Il a fallu plus d’un siècle aux chercheurs pour reconnaître le rôle essentiel des cellules tumorales circulantes dans les métastases du cancer, en raison des défis techniques uniques requis pour isoler ces très rares cellules tumorales circulantes du pool massif de cellules sanguines en circulation. Cependant, au cours des deux dernières décennies, les technologies émergentes pour l'isolement des cellules tumorales circulantes ont permis la recherche sur la biologie des cellules tumorales circulantes et ont facilité les applications cliniques des cellules tumorales circulantes dans le dépistage du cancer, la surveillance de la réponse au traitement et l'évaluation du pronostic.

## Introduction
Les cellules tumorales circulantes sont les cellules excrétées par les tumeurs dans la circulation sanguine. Après leur libération par les tumeurs, la plupart des cellules tumorales circulantes meurent dans la circulation (en environ 1 à 2,5 heures) en raison de forces mécaniques ou d'une attaque du système immunitaire. Cependant, une petite fraction des cellules tumorales circulantes survivent et provoquent des maladies métastatiques à distance.
La technologie permet désormais la détection des cellules tumorales circulantes et leur interrogation aux niveaux moléculaire et fonctionnelles. Les méthodes émergentes d’enrichissement, d’isolement et d’analyse cellulaire ont permis une meilleure compréhension de la biologie du cancer tumoral. Le profilage moléculaire des cellules à l'aide du séquençage de nouvelle génération permet une analyse complète des altérations génomiques des cellules tumorales circulantes. De plus, les caractéristiques phénotypiques et fonctionnelles des cellules peuvent fournir des informations sur les types de traitements que les patients devraient recevoir, et le dénombrement et la caractérisation des cellules tumorales circulantes peuvent également être importants pour déterminer le pronostic.
Le patient moyen atteint d’un cancer métastatique présente entre 5 et 50  cellules tumorales circulantes pour environ 7,5 ml de sang. Par conséquent, les  cellules tumorales circulantes apparaissent à des niveaux extrêmement faibles dans la circulation et sont masqués par des milliards de cellules du sang périphérique. Ce petit nombre limite l’utilité des  cellules tumorales circulantes. Néanmoins, les  cellules tumorales circulantes fournissent des informations fiables, et leur dénombrement revêt également une importance clinique. En effet, de nombreuses études ont rapporté que la détection des  cellules tumorales circulantes  sous forme de « biopsie liquide » peut être utilisée comme marqueur pour prédire la rechute, la progression et la survie du cancer,.
Les cellules tumorales circulantes détiennent des clés pour comprendre les métastases. Des nombres élevés de cellules tumorales circulantes sont en corrélation avec une charge tumorale élevée, une maladie agressive et un délai de rechute plus court. Les cellules tumorales circulantes démontrent également un potentiel important dans la gestion thérapeutique, depuis la simple énumération des cellules tumorales circulantes pour l’évaluation de l’efficacité du traitement jusqu’à l’analyse moléculaire pour le choix des thérapies ciblées, et la culture des cellules tumorales circulantes éclaire les mécanismes de résistance. De plus, en exploitant des plateformes moléculaires ultrasensibles, les cellules tumorales circulantes pourraient augmenter considérablement la capacité de diagnostiquer un cancer à un stade précoce. Enfin, la caractérisation moléculaire complète des cellules tumorales circulantes à l’aide de technologies avancées amplifie notre compréhension de la biologie du cancer.
Comparés à d'autres formes de biopsie liquide, telles que l'ADN/ARN tumoral circulant  et les vésicules extracellulaires dérivées de cellules tumorales vivantes, les cellules tumorales circulantes sont des cellules entières possédant des informations morphologiques uniques et présentent des avantages distincts pour évaluer la génomique, la transcriptomique et la signalisation protéomique. . Dans l'ensemble, l'enrichissement des cellules tumorales circulantes du sang périphérique en tant que substitut non invasif à la biopsie tissulaire conventionnelle permet d'interroger en série et en temps réel l'évolution dynamique des néoplasmes, est prometteur pour faire progresser la médecine anticancéreuse de précision et permet la recherche fondamentale sur la biologie des tumeurs malignes.

## Caractérisation moléculaires des cellules tumorales circulantes

### Marqueurs moléculaires

#### La molécule d’adhésion des cellules épithéliales
Plusieurs marqueurs moléculaires sont utilisés pour détecter les cellules tumorales circulantes dans divers cancers.
La plupart des cancers étant d’origine épithéliale, le marqueur le plus couramment utilisé pour les cellules tumorales circulantes est la molécule d’adhésion des cellules épithéliales (EpCAM ou CD326), un marqueur épithélial « universel » des cancers. L'expression de cette molécule varie selon les différents types de cancer, et les technologies de détection des cellules tumorales circulantes basées sur la molécule d’adhésion des cellules épithéliales sont largement appliquées aux cancers qui expriment fortement cette molécule, tels que le cancer du sein et de la prostate. De nombreuses études ont montré que les cellules tumorales circulantes dans les cancers du sein et de la prostate sont EpCAM-positifs et ont validé leur valeur pronostique dans les cas de stade précoce ou métastatique,. D’autres types de cancers d’origine épithéliale, tels que les cancers pancréatiques, colorectaux et hépatocellulaires, présentent également un taux de détection considérable de cellules tumorales circulantes positifs pour EpCAM. La présence de ces cellules tumorales circulantes EpCAM-positifs prédit des métastases précoces à distance et une survie plus faible des patients,,. Cependant, l’utilisation d’EpCAM comme marqueur des cellules tumorales circulantes présente des limites. Il ne peut pas être utilisé dans les tumeurs EpCAM négatives ou à faible expression, telles que les cancers neurogènes. Les cellules tumorales circulantes peuvent subir une transition epithélio-mésenchymateuse et les marqueurs épithéliaux, y compris EpCAM, sont régulés négativement pendant cette transition, ce qui affecte le taux de détection des cellules tumorales circulantes positives pour EpCAM. Bien qu'il existe des doutes quant à la pertinence des technologies basées sur EpCAM pour détecter toutes les cellules tumorales circulantes, de nombreuses études ont illustré la valeur potentielle des cellules tumorales circulantes positives à EpCAM dans les applications cliniques. Dans une certaine mesure, les cellules tumorales circulantes EpCAM-positifs constituent un sous-groupe important de tous les cellules tumorales circulantes , donc les cellules tumorales circulantes EpCAM-positifs pourraient toujours être un biomarqueur fiable si le pronostic du cancer et l'efficacité thérapeutique sont pertinents pour les CTC EpCAM-positifs.

#### Autres protéines
Lors de la transition epithélio-mésenchymateuse  des cellules cancéreuses présente des altérations moléculaires, notamment une diminution de l'expression des marqueurs épithéliaux (E-cadhérine, ZO-1, claudines et occludines) et une expression accrue des marqueurs mésenchymateux (vimentine, N-cadhérine, protéine spécifique des fibroblastes  et fibronectine). La transition epithélio-mésenchymateuse est exécuté par des facteurs de transcription appartenant principalement aux familles SNAIL, TWIST et ZEB34. Toutes ces molécules liées à la transition epithélio-mésenchymateuse peuvent théoriquement être utilisées pour les méthodes de ciblage des EMT-CTC. Cependant, de nombreuses molécules liées à la transition epithélio-mésenchymateuse sont des protéines cytoplasmiques ou nucléaires, ce qui exclut leur utilisation dans les technologies de détection des cellules tumorales circulantes basées sur les molécules membranaires actuellement disponibles. Des protéines telles que la E-cadhérine, la vimentine étaient utilisées dans le passé en raison de leur accessibilité à la détection dans les technologies de détection des traditionnelles, notamment le tri par cytométrie en flux, l'immunocoloration et l'Hybridation in situ en fluorescence.

### Analyse génomique
L'instabilité génomique contribue à l'évolution des tumeurs et à l'émergence de sous-clones tumoraux résistants. La surveillance de l’instabilité génomique tumorale, notamment en termes de résistance tumorale et de métastases, contribue grandement à l’évaluation de la réponse au traitement et à la médecine de précision. L'évaluation des cellules tumorales circulantes par biopsie liquide non invasive est accessible pour un échantillonnage en série afin de détecter l'instabilité génomique de la tumeur.
La détermination du statut des mutations des gènes EGFR et KRAS est cruciale pour guider le traitement des patients atteints de cancer bronchique non à petites cellules recevant des inhibiteurs de la tyrosine kinase de l'EGFR et des patients atteints d'un cancer colorectal traités respectivement par un traitement anti-EGFR. La concordance des mutations entre les cellules tumorales circulantes et les tissus tumoraux primaires ou métastatiques a attiré beaucoup d'attention. En utilisant une technique microfluidique pour capturer les cellules tumorales circulantes, une étude a découvert que seuls deux des 31 patients présentant des mutations avaient échappé lors de leur test de détection. Ils ont identifié la mutation activatrice de l'EGFR dans les cellules tumorales circulantes  chez 92 % des patients métastatiques atteints de cancer bronchique non à petites cellules et ont détecté la mutation résistante aux médicaments T790M dans les cancer bronchiques non à petites cellules de 33 % des patients ayant répondu au traitement par inhibiteur de la tyrosine kinase et chez 64 % résistants aux traitements. Pour l'analyse de la mutation du gène KRAS, le taux de concordance mutationnelle entre les cancers bronchiques non à petites cellules et les tumeurs primaires appariées variait de 37 % à 90 % dans les cas de cancer colorectal,,,.

## Technologie d'isolation des cellules tumorales circulantes
La mesure des caractéristiques mécaniques des CTC de tous les cancers est corrélée au pronostic de la maladie cancéreuse, selon les lois de l'oncologie physique.

## Applications cliniques

### Diagnostic précoce du cancer du poumon
En novembre 2014, une équipe de chercheurs du centre hospitalier universitaire de Nice (France) annonce que l'analyse de cellules tumorales circulantes a permis de détecter des cancers du poumon chez cinq patients (sur un échantillon de 245 sujets dont 168 patients à risques atteints de BPCO) de un à cinq ans avant le déclenchement du cancer,.
D'autres techniques existent comme la détection par centrifugation,.

## Sources
- Lin, D., Shen, L., Luo, M. et al. Circulating tumor cells: biology and clinical significance.  Sig Transduct Target Ther 6, 404 (2021). https://doi.org/10.1038/s41392-021-00817-8 paru sous licence Creative Commons Attribution 4.0 International